# Алони, Нимрод
Нимрод Алони (род. 12 июля 1973, Иерусалим) — офицер Армии обороны Израиля в звании «алуф» (генерал-майор), командующий Штабом глубины и начальник учебной бригады сухопутных войск. До этого он был командиром дивизии Газа «Шуалей ха-Эш» (2020—2022). Главный офицер пехоты и десантников и командир бригады десантников.

## Биография
Нимрод Алони родился 12 июля 1973 года в Эйн Кереме в Иерусалиме и вырос в Нир-Моше.
Учился в школе Реали в Хайфе, стажировался в Военном интернате командования, окончил 17-й класс. Записался в Армию обороны Израиля в ноябре 1991 года, пошёл добровольцем в десантники. Прошёл курс подготовки бойца и курс боевых действий. Служил связным при командире роты Херци Ха-Леви. После курсов пехотных офицеров был назначен в команду командиром десантников, после чего был назначен командиром роты в 101-м батальоне.
Впоследствии служил в качестве командира десантников в 1998—1999 годах и командовал ими в боях на юге Ливана. После учёбы он был назначен командующим в период с 2001 по 2002 год и руководил во многих операциях против палестинского терроризма во время второй интифады. В феврале 2002 года он командовал подразделением в операции «Время реагирования» и в операции «Цветное путешествие», в лагере беженцев в Лате. Через месяц командовал подразделением в битве при Наблусе, в ходе операции «Защитная стена». За действия в операции патруль был награждён медалью подразделения. За героизм, проявленный им при уничтожении террориста с близкого расстояния, командующий Центральным командованием Ицхак Эйтан наградил его генеральской медалью.
В 2005 году ему было присвоено звание подполковника и назначен командующим Парашютно-десантным командованием, которым он командовал, в том числе, во время Второй Ливанской войны. Он руководил батальоном в боях при Марун-эр-Расе, боях при Бинт-Джабейле и других сражениях. Позже, в период с 2007 по 2008 год, он работал командиром группы в Тактическом командном колледже. Затем он был назначен командиром подразделения «Маглан» и занимал эту должность с 2008 по 2010 год.
1 сентября 2010 года ему было присвоено звание полковника.
1 июля 2015 года назначен командиром парашютно-десантной бригады. В течение второго года своей должности он возглавил концептуальные и структурные изменения в бригаде под названием «Кобра» с целью оптимизации применения силы. Сокращение численности рот и подразделений привело к тому, что на уровне батальона появилось больше рот и групп, которые могут одновременно обеспечивать оперативное реагирование на большее количество целей, одновременно добиваясь быстрого прогресса на местах и участвуя в более масштабных боевых действиях. В январе 2017 года он командовал бригадой и совершил рейд конной бригады на семь деревень в секторе Рамаллаха. По окончании исполнения своих обязанностей 16 августа 2017 года ему было присвоено звание бригадного генерала.
В 2017 году назначен начальником учебного отдела сухопутных войск и начальником Штаба глубины. 13 сентября 2018 года назначен на должность главного офицера пехоты и десантника и прослужил в этой должности до 16 сентября 2019 года. На должностях начальника учебного дивизиона и начальника Штаба глубины служил до 2020 года. 2 августа 2020 года назначен командующим дивизией Газа, служил на этой должности, в том числе, в операции «Страж стен» и в операции «Рассвет», до 15 августа 2022.
1 июня 2023 года ему было присвоено звание генерал-майора, а 4 июля он приступил к исполнению обязанностей командующего глубинным командованием. С 16 июля приступил к должности командира военных училищ.